# Paulin Talabot
Paulin François Talabot (* 18. August 1799 in Limoges; † 21. März 1885 in Paris) war ein französischer Ingenieur, Eisenbahnpionier, Bergbauunternehmer, Bankier und Politiker.

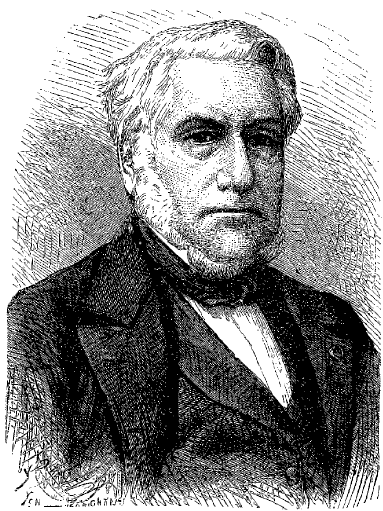
Paulin Talabot

## Leben
Talabot absolvierte 1819 die École polytechnique und war zunächst in der Brücken- und Straßenbauverwaltung (Corps des ponts et chaussées) im Bezirk Brest, anschließend bis 1829 beim Bau des Loire-Seitenkanals tätig, der Teil des im Bau befindlichen französischen Kanalsystems war. Zu seinen Mitarbeitern zählte u. a. Paul-Adrien Bourdaloue.
1829 wurde er von Marschall Soult, dem Verwaltungsratsvorsitzenden der Compagnie Perrochel in Nîmes, zum Ingenieur dieser Gesellschaft berufen, die den Kanal Beaucaire – Aigues-Mortes betrieb.
Talabot verfolgte die Entwicklung der Eisenbahn in England durch George Stephenson und seinen Sohn Robert Stephenson mit Interesse, insbesondere die Eröffnung der Liverpool-Manchester-Eisenbahn im Jahre 1830. Bei einer seiner Reisen nach England traf er Vater und Sohn Stephenson, denen er über lange Jahre freundschaftlich verbunden blieb.
In Nîmes gründete er 1830 eine Projektierungsgesellschaft, um die damals kaum erschlossenen Kohlevorkommen von Alès (damals noch Alais) und La Grand-Combe/Bessèges mittels einer Eisenbahn nach Beaucaire mit der Rhône-Schifffahrt zu verbinden. Damit konnten die südfranzösischen Städte, die Kohle bis dahin aus Saint-Étienne bezogen hatten, billiger versorgt werden. Er erhielt 1833 die Konzession für das Projekt. Am 27. Juli 1837 konnte die Compagnie des mines de la Grand’Combe et des Chemins de fer du Gard gegründet werden. Am Kapital von 16 Mio. Francs beteiligten sich Unternehmer aus Nîmes und Marseille, der Bankier James de Rothschild und schließlich auch der Staat mit einer Einlage von 6 Mio. Francs, die durch Lieferungen von Kohle an die französische Marine amortisiert werden sollte. Beim Bau der Eisenbahn waren verschiedene Besuche von Robert Stephenson hilfreich, der Talabot mit Rat und Tat unterstützte und die Lokomotiven lieferte, während die Waggons nach seinen Plänen in Frankreich gebaut wurden. 1839 ging der Streckenabschnitt Nimes–Beaucaire in Betrieb, 1840 folgte der Abschnitt Nimes–Alès und kurz darauf die Verlängerung nach La Grand-Combe.
1843 erhielt Talabot mit seiner Compagnie du chemin de fer d’Avignon à Marseille die Konzession für den Bau der 122 km langen Strecke von Avignon über Tarascon und Arles nach Marseille. Das Projekt umfasste neben zwei großen Viadukten auch die 486 m lange Eisenbahnbrücke Tarascon–Beaucaire über die Rhône, die Tarascon mit Beaucaire und den Chemins de Fer du Gard verband, und den 4638 m langen Nerthe-Tunnel, kurz vor Marseille, der der damals der längste Tunnel weltweit war. Beide Bauwerke waren seinerzeit einzigartig. Trotz der Turbulenzen durch eine Spekulationsblase 1847 und durch die Revolution 1848 wurde die Strecke 1849 sowie die Brücke von Tarascon 1852 fertiggestellt.
1846 war Talabot auf Wunsch von Prosper Enfantin Mitglied in der Société d’Études du Canal de Suez geworden, zu der u. a. auch Robert Stephenson und Alois Negrelli gehörten. Im Auftrag dieser Gesellschaft veranlasste Talabot die erneute Vermessung des Isthmus von Sues durch eine von Paul-Adrien Bourdaloue geführte Gruppe, der 1847 die bis dahin vorherrschende Theorie widerlegte, die auf die Vermessungsarbeiten von Jacques-Marie Le Père bei Napoléons ägyptischer Expedition zurückging, dass es einen Niveauunterschied von mehr als 9 m zwischen dem Mittelmeer und dem Roten Meer gebe. In einer ausführlichen Untersuchung über die während der nächsten Jahre diskutierte Trasse einer Kanalverbindung kam er zum Ergebnis, dass ein Kanal von Alexandria bis kurz vor Kairo und weiter nach Sues nur 162 bis 200 Mio. Francs kosten würde, während ein direkter Kanal um ein Drittel teurer würde, insbesondere wegen der Arbeiten zum Schutz des nördlichen Kanalausgangs vor dem Nilschlamm (für die es damals noch keine Schwimmbagger gab).
1852 gründete Talabot die Compagnie du chemin de fer de Lyon à la Méditerranée (LM) zum Bau der Strecke Lyon–Avignon und zur Fusion mit der Eisenbahn nach Marseille, mit der Chemin de fer du Gard, und mit den Eisenbahnen Montpellier–Cette (Sète) und Nîmes-Montpellier sowie zum Bau der Verlängerung Marseille–Toulon mit dem Abzweig Rognac–Aix-en-Provence. Talabot führte dabei die von ihm schon seit einigen Jahren befürworteten neuen Obligationen à 300 Fr. ein. Zu Beginn des Krim-Krieges 1854 fehlte auf der Strecke noch der 105 km lange Abschnitt Lyon–Valence. Es wurden große Anstrengungen unternommen, um den Abschnitt am 16. April 1855 in Betrieb nehmen und neben den militärischen auch die kommerziellen Transporte weiterhin abwickeln zu können.
Unter seinem Einfluss wurde 1854 die Compagnie houillère de Bessèges gegründet und ab 1855 die bautechnisch schwierige Strecke Alès–Bessèges gebaut, die am 1. Dezember 1857 eröffnet wurde.
Mit den Verträgen vom 11. April 1857 wurden die Compagnie du chemin de fer de Paris à Lyon (PL) und die Compagnie du chemin de fer de Lyon à la Méditerranée (LM) aufgelöst und zur Compagnie des chemins de fer de Paris à Lyon et à la Méditerranée oder kurz Compagnie Paris-Lyon-Méditerranée bzw. PLM vereinigt. Talabot war bis 1882 Generaldirektor dieser größten französischen Privatbahn.
1862 erhielt die PLM auf Betreiben Talabots die Konzession für Eisenbahnen in Algerien und baute in weniger als zehn Jahren die insgesamt 506 km langen Strecken Algier–Oran und Philippeville (heute Skikda)–Constantine. 1865 folgte die Gründung der Compagnie de Mokta-el-Hadid zur Erschließung der Erzminen in Bône (Annaba), die ihren Sitz im Hause der PLM in Paris hatte. Bis 1883 war Talabot deren Verwaltungsratsvorsitzender.
Talabot war einer der ersten, der Stahlschienen im Eisenbahnbetrieb ausprobierte. 1864 veranlasste er den Bau neuer Hafenanlagen in Marseille. Im gleichen Jahr war er an der Gründung der Société Générale beteiligt. Außerdem wirkte er an der Gründung der Bahn Genua–Cinque Terre–La Spezia sowie am Bau der Eisenbahnbrücken über den Po bei Piacenza und zwischen Pavia und Voghera mit.  Er veranlasste James de Rothschild, die Bahn über den Brenner zu unterstützen. Er war an der k.k. priv. lombardisch-venetianischen und central-italienischen Eisenbahn-Gesellschaft (LVCI) beteiligt und deren Vertreter in Wien bei der Regelung von deren Nachfolge in Oberitalien. Insgesamt war Talabot an rund 20 verschiedenen Eisenbahn-, Minen-, Schifffahrts- und Bankunternehmen beteiligt.
Er war lange Jahre Mitglied im Conseil général du Gard und von 1863 bis 1870 Abgeordneter im Parlament (Corps législatif). Aufgrund einer fortschreitenden Blindheit musste er sich 1882 endgültig aus dem Geschäft zurückziehen. Er starb am 21. März 1885 im Alter von 86 Jahren. Eine Büste im Hauptbahnhof von Nîmes erinnert an ihn.